# Бада (диалект)
Бада или бадайский (Bada’, Tobada’) — диалектный континуум, на котором говорит народ бада на острове Сулавеси в Индонезии (районы Лоре-Селатан, Памона-Селатан, Посо-Песисир, Париги). У этого диалекта также есть диалект ако, который используется в районе Пасангаю округа Северное Мамуджу и в деревне Лемуса района Ампибабо.
Этот диалект на 85 % похож на диалекты бада и бехоа, на 91 % похож на диалекты бехоа и напу, и на 80 % на бада и напу. Кроме этого население использует индонезийский язык.